# Andrea Fischer (Glaziologin)

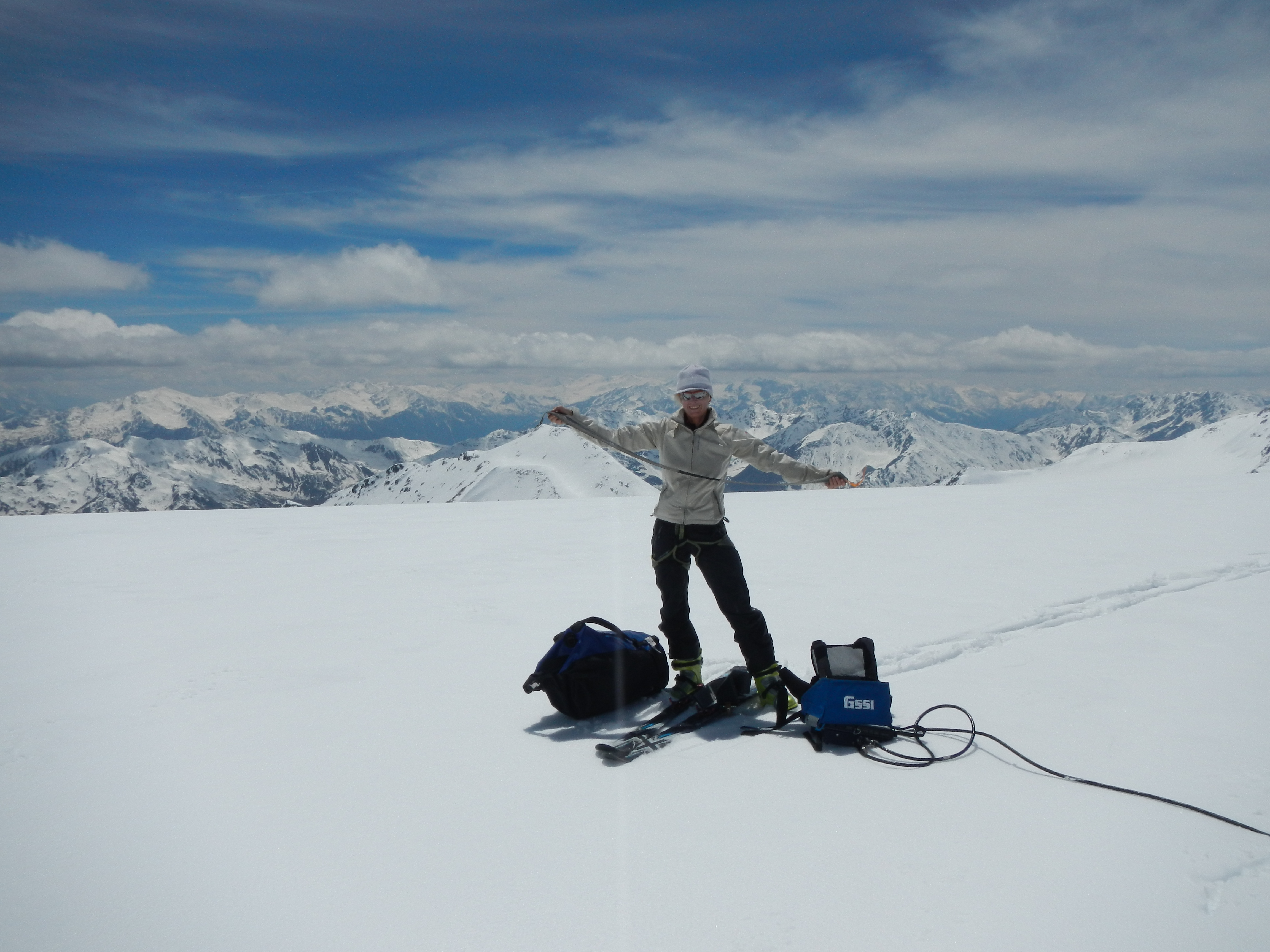
Andrea Fischer bei Eisdickenmessungen

Andrea Fischer (* 3. September 1973 in St. Johann in Tirol) ist eine österreichische Gletscherforscherin.

## Leben
Andrea Fischer studierte von 1991 bis 1999 Physik und Umweltsystemwissenschaften an der Universität Graz. 1999 bis 2003 absolvierte sie am Institut für Meteorologie und Geophysik an der Universität Innsbruck das Doktoratsstudium; ihre Dissertation schrieb sie über Icedynamics of Vatnajökull investigated by means of ERS-SAR interferometry.
Nach ihrer Promotion 2003 blieb Andrea Fischer noch einige Jahre an der Universität Innsbruck, zunächst als Projektmitarbeiterin, dann als Projektleiterin. 2010 wechselte sie an das Institut für Interdisziplinäre Gebirgsforschung der Österreichischen Akademie der Wissenschaften, dessen stellvertretende Leiterin sie heute ist.
2011 wurde Andrea Fischer von der Universität Innsbruck die Lehrbefugnis verliehen. Seither ist sie Privatdozentin an der Universität Innsbruck und Senior Researcher am Institut für Interdisziplinäre Gebirgsforschung der Österreichischen Akademie der Wissenschaften in Innsbruck. 2014 wurde sie zum korrespondierenden Mitglied der Österreichischen Akademie der Wissenschaften gewählt, 2022 zum ordentlichen Mitglied. Fischer ist nationale Korrespondentin des World Glacier Monitoring Service, Vorstandsmitglied der Österreichischen Geophysikalischen Gesellschaft und war bis 2016 Leiterin des Gletschermessdienstes des Österreichischen Alpenvereines.

## Wirken
Ihre Arbeitsgebiete sind Glaziologie, Klimatologie und Gebirgsforschung, hauptsächlich im Alpenraum, aber auch in Asien, Afrika und Südamerika. Die breit gefächerten Forschungsprojekte von Andrea Fischer beschäftigen sich nicht nur mit rein wissenschaftlichen Themenstellungen (beispielsweise dem Langzeitmonitoring verschiedener österreichischer Gletscher und Blockgletscher), sondern auch mit Praxisaspekten wie etwa den Auswirkungen von Snowfarming und Sommer-Abdeckungen in Gletscherschigebieten oder den Möglichkeiten und Folgen der Kunstschneeproduktion.

## Position zu Klimawandel und Tourismus
Der Chef der Bergbahnen Sölden, Jakob Falkner, hatte im September 2023 Fischer zur Kronzeugin erkoren, als Greenpeace Kritik an Bauarbeiten im Gletscherskigebiet übte: Fischer hatte im Frühjahr 2023 im Interview mit der APA betont, „dass ein Skigebiet Schneeschmelze und vonstattengehende Gletscherrückgänge nicht beeinflusse. Im Hinblick auf die Errichtung von Gletscherskigebieten sei das Argument des Gletscherschutzes obsolet geworden, weil man die Gletscher nicht mehr vor dem Menschen schützen könne.“ Sie sagte zudem: „Der heutige, menschgemachte Klimawandel hat das Potential, uns aus dem Regime der letzten 1.5 Millionen Jahre, in der sich Eiszeiten und Zwischeneiszeiten abgewechselt hatten, herauszukatapultieren - mit noch unabsehbaren Folgen für die Ökosysteme und folglich auch für die Menschen.“ Beim einem Tourismusseminar der Wirtschaftskammer Österreich in Stuben am Arlberg 2025 sah sie „trotz Klimawandel weiter gute Tourismus-Chancen“ und meinte, es sei „für Bewohner und Gäste des Alpenraums wahrscheinlich gut, wenn das Abschmelzen der Gletscher sehr schnell geht.“ Die technische Beschneiung sei „die erste große Erfolgsgeschichte einer Adaptionsmaßnahme wegen des Klimawandels.“

## Stipendien und Preise (Auswahl)
- Herta Firnberg Stipendium des FWF
- Austria'13: Wahl zur Österreicherin des Jahres in der Kategorie Forschung[7]
- 2023: Wissenschaftlerin des Jahres des Klubs der Bildungs- und Wissenschaftsjournalisten[8]
- 2024: Tirolerin des Jahres[9]

## Forschungsreisen (Auswahl)
- 2003 Ruwenzori (Uganda) mit der Royal Geographical Society
- 2010 Mt. Kenya, Lewis Glacier mit der Universität Innsbruck
- 2010 Ladakh, Indien
- 2011 Südchile, Antarktis mit dem INACH, Chile
- 2012 Tien Shan, Kirgistan

## Werke (Auswahl)
Gletscherforschung
- M. Zemp, E. Thibert, M. Huss, D. Stumm, C. Rolstad-Denby, C. Nuth, S. U. Nussbaumer, G. Moholdt, A. Mercer, C. Mayer, P. C. Joerg, P. Jansson, B. Hynek, A. Fischer, H. Escher-Vetter, H. Elvehøy, L. M. Andreassen: Reanalysing glacier mass balance measurement series. In: The Cryosphere. Band 7, 2013, S. 1227–1245.
- A. Fischer: Comparison of direct and geodetic mass balances on a multi-annual time scale. In: The Cryosphere. Band 5, 2011, S. 107–124.
- R. Prinz, A. Fischer, L. Nicholson, G. Kaser: Seventy-six years of mean mass balance rates derived from recent and re-evaluated ice volume measurements on tropical Lewis Glacier, Mount Kenya. In: Geophysical Research Letters. Band 38, 2011, S. L20502.
- A. Fischer: Glaciers and climate change: Interpretation of 50 years of direct mass balance of Hintereisferner. In: Global and Planetary Change. Band 71, Nr. 1–2, 2010, S. 13–26.
- A. Fischer, B. Ritschel: Alpengletscher. Eine Hommage. Tyrolia, Innsbruck-Wien 2020, ISBN 978-3-7022-3846-9

Klimaforschung
- M. Rutzinger, A. Moran, A. Fischer, G. Groß: Klimawandel und Klimageschichte - Die Gletscher der Silvretta unter wandelnden Klimabedingungen. (= Sonderband zur Montafoner Schriftenreihe). 2013.
- M. Olefs, A. Fischer, J. Lang: Boundary conditions for artificial snow production in the Austrian Alps. In: Journal of Applied Meteorology and Climatology. Band 49, 2010, S. 1096–1113.
- M. Olefs, A. Fischer: Comparative study of technical measures to reduce snow and ice ablation in Alpine glacier ski resorts. In: Cold regions science and technology. Band 52, Nr. 3, 2008, S. 371–384, doi:10.1016/j.coldregions.2007.04.021.
- A. Fischer, M. Olefs, J. Abermann: Glaciers, snow and ski tourism in Austria's changing climate. In: Annals of Glaciology. Band 52, Nr. 58, 2011, S. 89–96.
- U. E. Joerin, K. Nicolussi, A. Fischer, T. F. Stocker, C. Schlüchter: Holocene optimum events inferred from subglacial sediments at Tschierva Glacier, Eastern Swiss Alps. In: Quaternary Science Reviews. Band 27, Nr. 3–4, Februar 2008, S. 337–350, ISSN 0277-3791, doi:10.1016/j.quascirev.2007.10.016.

Umweltforschung
- A. Fischer: Plant Ecology and Diversity, Long term monitoring of glacier mass balance and length changes in Tyrol as a base for glacier foreland succession studies. Band 6, Nr. 3–4, 2013 s.537–547.
- K. Helfricht, J. Schöber, B. Seiser, A. Fischer, J. Stötter, M. Kuhn: Snow accumulation of a high alpine catchment derived from LiDAR measurements. In: ADGEO. Band 32, 2012, S. 31–39.
- A. Fischer, K. Helfricht, K. Reingruber: Gletscher, Klima und nachhaltige Entwicklung am Beispiel des Hallstätter Gletschers. In: H. Weingartner (Hrsg.): Dachstein und Salzkammergut : aktuelle Veränderungen und Prozesse in einem alpinen Landschaftsraum. (= Landschaft und nachhaltige Entwicklung. Band 2). Salzburg 2009, DNB 1009007866, S. 1–17.

Geophysik
- A. Fischer, M. Kuhn: GPR measurements of 64 Austrian glaciers as a basis for a regional glacier volume inventory. In: Annals of Glaciology. Band 54, Nr. 64, 2013, S. 179–188.
- A. Fischer: Calculation of glacier volume from sparse ice thickness data, applied to Schaufelferner, Austria. In: Journal of Glaciology. Band 55, Nr. 191, 2009, S. 453–460.
- A. Fischer, N. Span, M. Kuhn, M. Massimo, M. Butschek: Radarmessungen der Eisdicke Österreichischer Gletscher. Band II: Messungen 1999 bis 2006. (= Österreichische Beiträge zu Meteorologie und Geophysik. Band 39). 2007, DNB 990452573.

Naturgefahren/Permafrost/Fernerkundung
- J. Abermann, A. Fischer, A. Lambrecht, T. Geist: Multitemporal LIDAR-DEMs for glacier and permafrost mapping and monitoring. In: The Cryosphere. Band 4, 2010, S. 53–65.
- H. Rott, C. Mayer, A. Fischer: The application of ERS SAR interferometry for the assessment of hazards related to slope motion and subglacial volcanism, Proceedings of the ERS –ENVISAT Symposion in Göteborg, 16–18 October 2000. 2000.
- A. Fischer, H. Rott, H. Björnsson: Observation of surges at Vatnajökull, Iceland, using SAR interferometry. In: Ann. Glac. Band 37, Nr. 1, 2004, S. 69–76.

## Bergsport (Auswahl)
- Österreichische Staatsmeisterin im Eisklettern 2002
- 3. Platz in der Gesamtwertung des Austria Skitourencups 2004